# Denis Drăguș
Denis Drăguș (Boekarest, 7 juli 1999) is een Roemeens voetballer, die doorgaans uitkomt als centrumspits. In 2017 verruilde hij de Gheorge Hagi Academy voor FC Viitorul. Drăguș debuteerde in 2018 in het Roemeens voetbalelftal. In juli 2024 tekende hij een contract bij Trabzonspor.

## Clubcarrière
Drăguș speelde in de Gheorge Hagi Academy. In 2017 tekende hij een contract voor 6 jaar bij FC Viitorul. Zijn debuut in de Liga 1 maakte hij op 27 augustus 2017 toen hij 3 minuten voor tijd Aurelian Chitu kwam vervangen.

## Nationale ploeg
Drăguș speelde voor de U18 en U19. Naar aanleiding van de wedstrijden tegen Montenegro en Servië werd Drăguș door bondscoach Cosmin Contra bij de selectie genomen. Hij maakte op 10 september 2018 zijn debuut in de wedstrijd tegen Servië. Hij werd op 7 juni 2024 door bondscoach Edward Iordănescu opgenomen in de Roemeense selectie voor het EK 2024 in Duitsland. Roemenië werd groepswinnaar van een groep met Oekraïne, België en Slowakije, waarna het in de achtste finales werd uitgeschakeld met een 0–3 nederlaag tegen Nederland. Drăguș kwam op het toernooi in alle wedstrijden in actie en scoorde tegen Oekraïne.

## Clubstatistieken
| Seizoen | Club          | Competitie      | Competitie | Competitie | Competitie | Beker | Beker | Beker | Internationaal | Internationaal | Internationaal | Totaal | Totaal | Totaal |
| Seizoen | Club          | Competitie      | Wed.       | Dlp.       | Ass.       | Wed.  | Dlp.  | Ass.  | Wed.           | Dlp.           | Ass.           | Wed.   | Dlp.   | Ass.   |
| ------- | ------------- | --------------- | ---------- | ---------- | ---------- | ----- | ----- | ----- | -------------- | -------------- | -------------- | ------ | ------ | ------ |
| 2015/16 | Viitorul      | Liga 1          | 0          | 0          | 0          | 1     | 0     | 0     | —              | —              | —              | 1      | 0      | 0      |
| 2017/18 | Viitorul      | Liga 1          | 14         | 1          | 0          | 1     | 1     | 0     | 1              | 0              | 0              | 16     | 2      | 0      |
| 2018/19 | Viitorul      | Liga 1          | 31         | 7          | 4          | 3     | 0     | 1     | 4              | 4              | 1              | 38     | 11     | 6      |
| 2019/20 | Viitorul      | Liga 1          | 1          | 0          | 0          | 0     | 0     | 0     | 1              | 0              | 0              | 2      | 0      | 0      |
| 2019/20 | Standard Luik | Eerste klasse A | 2          | 0          | 0          | 1     | 0     | 0     | 0              | 0              | 0              | 3      | 0      | 0      |
| 2020/21 | → Crotone     | Serie A         | 9          | 0          | 0          | 0     | 0     | 0     | —              | —              | —              | 9      | 0      | 0      |
| 2021/22 | Standard Luik | Eerste klasse A | 28         | 6          | 2          | 2     | 0     | 0     | —              | —              | —              | 30     | 6      | 2      |
| 2022/23 | Standard Luik | Eerste klasse A | 19         | 4          | 0          | 2     | 0     | 0     | —              | —              | —              | 21     | 4      | 0      |
| 2022/23 | → Genoa       | Serie B         | 5          | 0          | 0          | 2     | 0     | 0     | —              | —              | —              | 7      | 0      | 0      |
| 2023/24 | Standard Luik | Eerste klasse A | 6          | 1          | 0          | 0     | 0     | 0     | —              | —              | —              | 6      | 1      | 0      |
| 2023/24 | → Gaziantep   | Süper Lig       | 32         | 14         | 2          | 3     | 1     | 0     | —              | —              | —              | 35     | 15     | 2      |
| 2024/25 | Trabzonspor   | Süper Lig       | 18         | 2          | 1          | 2     | 0     | 0     | 6              | 1              | 0              | 26     | 3      | 1      |
| 2025/26 | → Eyüpspor    | Süper Lig       | 0          | 0          | 0          | 0     | 0     | 0     | —              | —              | —              | 0      | 0      | 0      |
| TOTAAL  | TOTAAL        | TOTAAL          | 165        | 35         | 9          | 17    | 2     | 1     | 12             | 5              | 1              | 194    | 42     | 11     |

Bijgewerkt tot en met het seizoen 2024/25.
1 Niță ·
2 Rațiu ·
3 Drăgușin ·
4 Rus ·
5 Nedelcearu ·
6 M. Marin ·
7 Alibec ·
8 Cicâldău ·
9 Pușcaș ·
10 Hagi ·
11 Bancu ·
12 Moldovan ·
13 Mihăilă ·
14 Olaru ·
15 Burcă ·
16 Târnovanu ·
17 Coman ·
18 R. Marin ·
19 Drăguș ·
20 Man ·
21 Stanciu  ·
22 Mogoș ·
23 Sorescu ·
24 Racovițan ·
25 Bîrligea ·
26 Șut ·
Coach: Iordănescu